# Żuków (Busko)
Pour les articles homonymes, voir Żuków.
Żuków est une localité polonaise de la gmina de Solec-Zdrój, située dans le powiat de Busko en voïvodie de Sainte-Croix.